# Panoptikon Teatret
Panoptikon Teatret eller blot Panoptikon er en tidligere biograf, der i årene fra 1910 til 1927 var placeret i den tidligere Panoptikonbygning på Vesterbrogade 3 i København. 

## Forgængeren Kinoptikon
Da Vilhelm Pacht som den første i Danmark i 1896 begyndte at vise "levende billeder", foregik det på Kjøbenhavns Panorama på det daværende Halmtovet, hvor Rådhuspladsen i dag er beliggende. Pacht havde endvidere indrettet Danmarks første vokskabinet i den dengang nyopførte Panoptikonbygning, der lå på Vesterbrogade mellem Tivoli og restaurant Wivex (dengang kaldet Wivel). Da pavillonerne til Kjøbenhavns Panorama skulle rives ned i 1899, flyttede Pacht sine filmfremvisninger over i Panoptikonbygningen, hvor han indrettede en sal i stuen til visning af levende billeder. Den nye sal fik navnet Kinoptikon og åbnede den 9. juli 1899. På trods af succes lukkede Kinoptikon igen den 30. september 1900.

## Åbning af Panoptikon
Forfatteren Otto Larssen fik i 1909 biografbevilling, og der blev herefter lagt plan om atter at vise film i Panoptikonbygningen. Interessen for vokskabinettet var kølnet, og museets søjlesal blev ryddet og i stedet indrettet til biograf. Larssen døde imidlertid i januar 1910, inden den nye biograf kunne åbne. Bevillingen blev overtaget af en anden forfatter, Sven Lange, der har som mål at lede publikums smag "ind i et bedre spor". Den 9. april 1910 åbnede den ny biograf med 225 stolesæder i Panoptikonbygningen under navnet Panoptikon Teatret. Direktør for den ny biograf var Louis von Kohl, der tidligere havde drevet Falke-Biografen på Frederiksberg.
Ved åbningsforestillingen vistes den danske film Et Gensyn produceret af Regia Kunstfilm og med skuespillere fra Det Kongelige Teater. Programmet omfattede udover den danske film også det franske drama Faderen som rival, komedien Konge for en dag og en aktuel ugerevy. Kort efter vistes endnu en film fra Regia, hvor Sven Lange selv havde skrevet manuskriptet, filmen Elskovsleg, der blev en stor succes. Panoptikon Teatret viste i 1910 flere af Regia Kunstfilms produktioner. 
I december 1910 kom Fotoramas Eduard Schnedler-Sørensen til Panoptikon. Fotorama havde distributionen af filmene fra Nordisk Film, og fra slutningen af 1911 viste Panoptikon alene film produceret af Nordisk og distribueret af Fotorama. Den sidste film i Panoptikon, der ikke var produceret af Nordisk, var Boksekampen i Reno med optagelser af VM-kampen i sværvægt mellem den sorte verdensmester Jack Johnson og James J. Jeffries. Regia Kunstfilm, der havde fået vist sine film i Panoptikon, havde kun få produktioner i 1911 og lukkede i 1912. Blandt trækplastrene i 1910'erne var Eduard Schnedler-Sørensens film Telefondamen og Fjeldpigen, begge fra 1917.
Efter 1. verdenskrig blev amerikansk film dominerende, og filmene fra Nordisk Film fik mindre betydning. Panoptikon begyndte at vise udenlandske film og også film, der har været vist i andre biografer. I januar og februar 1919 vistes D.W. Griffiths storfilm Intolerance, der også havde haft premiere i den nærliggende Palads. Ejeren af Palads, Sophus Madsen, overtog i begyndelsen af 1920'erne hele Panoptikonbygningen, men involverede sig ikke i Panoptikons biografdrift.
I begyndelsen af 1920'erne blev Panoptikon ramt af konkurrencen fra de mange nye moderne biografteatre. Biografen "Det Lille Teater" ved det nærliggende National Scala trak mange biografgæster, og også Alexandra Teatret i Nygade trak mange gæster. Fotorama var endog økonomisk involveret i Alexandra, hvor Fotorama indrettede kontor. Panoptikon viste nu film alene fra amerikanske Paramount og First National og enkelte mindre film fra Sophus Madsens Dansk-Svensk Film. Biografen kørte med underskud fra 1924. En sidste succes var visningen af den tyske film Menneskehedens svøbe (originaltitel: Falsche Scham), der blev importeret af "Foreningen til kønssygdommenes bekæmpelse". Filmen var en "oplysende lægefilm", der på trods af sine meget nærgående skildringer af den menneskelige anatomi, var tilladt af censuren, og oven i købet fritaget for afgift grundet sit oplysende formål. Filmen blev en bragende succes succes blandt publikum og spillede fra 31. juli 1926 til 20. april 1927, trods adskillige besvimede kvinder blandt publikum.
Sophus Madsen fik imidlertid økonomiske problemer, og banken, der havde pant i Panoptikonbygningen, krakkede. Arbejdernes Landsbank overtog pantet, og dermed bygningen. Banken ønskede at benytte bygningen til sit nye hovedsæde, og opsagde derfor biografens lejemål. Biografen lukkede den 20. april 1927.